# Royals de Vancouver
Maillots
Les Royals de Vancouver est un ancien club de football (soccer) qui été basé à Vancouver au Canada (dans la province de Colombie-Britannique). Il a participé à la United Soccer Association en 1967, puis à la North American Soccer League en 1968.

## Historique
- 1967 : les Vancouver Royals fusionnent avec les San Francisco Golden Gate Gales en gardant le nom de Vancouver Royals.

## Anciens joueurs
- Bobby Robson -  Angleterre

## Anciens entraîneurs
- Bobby Robson -  Angleterre
- Ferenc Puskás -  Hongrie